# Burton (Texas)
Burton es una ciudad ubicada en el condado de Washington en el estado estadounidense de Texas. En el Censo de 2010 tenía una población de 300 habitantes y una densidad poblacional de 96,85 personas por km².

## Geografía
Burton se encuentra ubicada en las coordenadas 30°10′56″N 96°36′5″O / 30.18222, -96.60139. Según la Oficina del Censo de los Estados Unidos, Burton tiene una superficie total de 3.1 km², de la cual 3.06 km² corresponden a tierra firme y (1.17%) 0.04 km² es agua.

## Demografía
Según el censo de 2010, había 300 personas residiendo en Burton. La densidad de población era de 96,85 hab./km². De los 300 habitantes, Burton estaba compuesto por el 82% blancos, el 16.67% eran afroamericanos, el 0.33% eran amerindios, el 0.33% eran asiáticos, el 0% eran isleños del Pacífico, el 0% eran de otras razas y el 0.67% pertenecían a dos o más razas. Del total de la población el 2% eran hispanos o latinos de cualquier raza.